# 内外出版社
内外出版社（ないがいしゅっぱんしゃ）は、1959年に設立された日本の出版社である。主に自動車や釣りなどの趣味の雑誌やムックを発行している。

## 沿革
- 1959年 - 『月刊自家用車』の創刊に伴い設立

## 主な発行物
- 自動車雑誌
  - 月刊自家用車
  - オートメカニック
  - 輸入車中古車情報
  - STREET VWs
  - 高速有鉛デラックス
- オートバイ雑誌
  - ヤングマシン
  - BiGMACHINE
  - モトツーリング
- 釣り雑誌
  - ルアーマガジン
  - ルアーマガジン・リバー
    - 2010年4月創刊[1]、2011年4月休刊[2]、同年11月復刊[3]。芸文社『Gijie』の後継誌[4][5][6]。

  - 磯釣りスペシャル
  - ちぬ倶楽部

### 休刊誌
- 趣味
  - ラジコンカー・スポーツ（2005年 - 2009年）[7]
- ファッション雑誌
  - CHOKi CHOKi
  - CHOKi CHOKi girls
- 釣り雑誌
  - ルアーマガジン・ソルト - 2023年12月21日発売の「2024年2月号」を最後に休刊。